# Aprostocetus versicolor
Aprostocetus versicolor är en stekelart som först beskrevs av Ranaweera 1950.  Aprostocetus versicolor ingår i släktet Aprostocetus och familjen finglanssteklar. Inga underarter finns listade i Catalogue of Life.